# Powerslam
Un Powerslam es un bodyslam de lucha libre profesional en el que el luchador que realiza la técnica cae abajo sobre su oponente. El uso del término "powerslam" generalmente se refiere al front powerslam o al scoop powerslam.

## Variaciones

### Clawhold slam
El usuario agarra la cabeza del oponente con una mano y empuja con ella para hacerle caer de espaldas a la lona y, presionando con el brazo para mantener su nuca y hombros en el cuello, realizar el pinfall. Esta técnica suele hacerse después de un clawhold.

### Cobra clutch slam
En esta técnica el usuario coloca al oponente en una cobra clutch, es decir, poniendo uno de sus brazos aplicando una half Nelson y usando el otro para elevar el brazo apresado hasta el rostro del oponente. Luego lo levanta en el aire del cuello, salta atrás y cae al suelo, ya sea sentado o de rodillas, para hacer chocar al oponente contra la tela.
Ha sido utilizada en WWE por Ted DiBiase Jr. como "Dream Street" y Jinder Mahal como "Khallas".

### Double leg slam
También conocido como flapjack spinebuster, spinebuster slam o waterwheel slam, esta modalidad de powerslam transicionado en spinebuster consiste en que el luchador atacante mete la cabeza entre las piernas del rival y se levanta agarrando las piernas del oponente, que es levantado en vilo y vuelto a bajar frontalmente para impactar su espalda. Esta técnica es popularmente realizada girando antes de lanzar al oponente, y fue innovada por Hardcore Holly, que la llama Alabama Slam.

### Fallaway slam
También conocida como Last Call. El luchador, mientras se halla de pie frente al oponente, mete un brazo entre las piernas del rival y el otro sobre un hombro, lo levanta y lo sitúa paralelo al suelo sobre el pecho del usuario. Entonces el atacante cae sentado mientras eleva los brazos para lanzar al oponente por encima de su cabeza contra la lona. Este powerslam puede usarse en modalidad bridging, o transicionarlo en una sucesión de fallaya slams sin soltar al oponente.

### Falling powerslam
También conocido como reverse fallaway slam, esta técnica se realiza estando frente al oponente; el luchador introduce un brazo entre las piernas del oponente y el otro sobre un hombro para alcanzar la espalda con ambos y levantar al rival de forma perpendicular al cuerpo del usuario, que se deja caer adelante para impactar al oponente contra el piso. 

#### Pumphandle falling powerslam
También conocida como pumphandle drop, en esta técnica el oponente hace agacharse a su rival y mete uno de los brazos del oponente entre sus piernas, agarrando el brazo más lejando del rival. Entonces, el atacante levanta al rival y lo mantiene perpendicular sobre el torso en vez de apoyarlo sobre el hombro, como es normal en un pumphandle slam; acto seguido, el atacante se deja caer frontalmente para hacer chocar al oponente contra la lona.

### Fireman's carry powerslam
El luchador levanta al oponente atravesado sobre sus hombros en configuración fireman's carry, agarra su pierna derecha y luego lo empuja arriba, posicionando su hombro en el abdomen del otro luchador, y se deja caer adelante, haciendo caer al oponente sobre su espalda en un front powerslam.

#### Rolling fireman's carry slam
En esta técnica, también conocida como reverse Samoan drop o rolling Samoan drop, el usuario carga al oponente atravesado sobre sus hombros, en modo fireman's carry; entonces se deja caer volteándose adelante sobre el suelo para que la espalda del oponente choque contra el piso, pudiendo finalizar con un pinfall.Este movimiento es llamado Mortal Wheel en la WWE por Sheamus.

#### Swinging leg hook fireman's carry slam
El usuario hace agacharse al rival y mete la cabeza y los hombros debajo de él, mientras agarra una de sus piernas. Entonces rota sobre sí mismo hacia el lado del rival, tirando de la pierna apresada, para voltear al oponente y, cayendo de espaldas, impactar la espalda del rival contra el suelo.
Este movimiento es considerado a veces un neckbreaker, debido a que la nuca y el cuello del oponente es la zona de mayor impacto.
Este movimiento fue usado en WWE por Slam Master J y antes del retiro de Paige.

### Front powerslam
Este es el powerslam más común, y es muchas veces referido como powerslam simplemente. En este movimiento el luchador atacante mete un brazo entre las piernas del rival y otro sobre uno de sus hombros llegando con ambos a su espalda, y alza al oponente sobre uno de sus hombros. Desde esta posición el usuario se deja caer adelante para golpear al oponente contra la lona. Algunos luchadores corren antes de realizar la técnica, y es llamada running powerslam.

#### Pumphandle slam
El luchador hace agacharse al rival desde detrás de él, agarra el brazo izquierdo del rival con su brazo derecho y lo mete entre sus piernas para inmovilizarlo al tiempo que agarra el derecho con su brazo izquierdo y lo mete bajo la axila del usuario, quedando el contrincante con su espalda apoyada sobre el pecho del luchador de forma perpendicular. Entonces, el usuario lo levanta y lo voltea para apoyar su estómago contra el hombro del usuario, y luego realizar varios tipos de powerslam, siendo el más frecuente el front slam. Otras variaciones son sidewalk slam o fallaway slam. Esta técnica es utilizada por The Boogeyman y Test.

#### Sitout front powerslam
En este movimiento el usuario levanta al oponente hasta apoyarlo sobre su hombro como en un front powerslam. El luchador luego rodea con el brazo de ese lado el cuello y con el otro el torso del rival, y se deja caer sentado para estrellar contra la lona la parte superior de la espalda del oponente. Este movimiento fue innovado por Mitsuharu Misawa bajo el nombre de Emerald Flowsion.

### Full Nelson slam
En este movimiento el luchador coloca a su rival en una full Nelson y usa esa posición para levantarlo. En el aire, el usuario quita uno de sus brazos de la presa (por lo que se convierte en una half Nelson) para ayudar al oponente a caer a la lona. En otra variación, conocida como double chickenwing slam, el usuario aplica una double chickenwing al oponente para hacerlo caer soltando sus brazos.

#### Half Nelson slam
El rival mete un brazo bajo el del oponente con la palma de la mano apoyada en su nuca en una half Nelson para levantarlo haciéndolo girar y cae adelante, impactando a su rival contra el suelo.

### Gorilla press slam
En este movimiento, también conocido como military press slam, el luchador levanta a su oponente con los brazos totalmente extendidos por encima de la cabeza (en una postura usada en weight lifting) y baja un brazo para inclinar al oponente hacia esa posición y que, dando una vuelta, caiga de espaldas al suelo.

### Mat slam
En esta variación el luchador lleva contra la lona la nuca del oponente en una técnica que no incluye facelocks o headlocks. Si estos son usados, entonces el movimiento pasa a ser considerado un DDT (cuando el luchador cae atrás) o un bulldog. Algunos neckbreakers también impactan la nuca del otro en el suelo, pero en esas variaciones el luchador y su rival han de estar contactados espalda contra espalda. Un mat slam estándar consiste en agarrar la cabeza o pelo del rival y tirarlo atrás para hacerlo chocar contra el suelo en la zona de la nuca y la parte alta de la espalda. 

#### Double underhook mat slam
El luchador s enfrenta frontalmente al oponente, enlaza sus brazos con los suyos y gira 180° para que el oponente caiga boca arriba con la cabeza contra la espalda o debajo de un brazo del luchador. Este entonces se deja caer para conducir la nuca del oponente contra el suelo. 

#### Sitout rear mat slam
El luchador agarra desde atrás la cabeza de su oponente, ya sea por el pelo o de la parte superior de la cabeza. Entonces el usuario salta atrás y cae sentado, llevando la cabeza del rival hasta el suelo entre sus piernas. Existe una variación en la que el luchador escala los turnbuckles, realiza un backflip sobre un rival que le persigue y finaliza llevando la posición hasta el sitout rear mat slam normal y corriente. Conocido como Oscar por el raro luchador Goldust, y como Edge-o-Matic por el luchador de WWE, Edge.

#### Sleeper slam
En este movimiento, el usuario rodea el cuello del oponente con su brazo desde detrás de él y realiza un movimiento rápido para arrojarle de espaldas a la lona.
En una variante llamada spinning sleeper slam, el usuario se acerca a un oponente de frente y, pasando bajo su brazo, salta rodeando su cuello con el suyo para caer sentado y, arrastrando al oponente, hacerle caer de espaldas al piso en la rotación.
Fue usado como remate por el luchador de WWE Heath Slater cuando estaba en WWE NXT.

### Moonsault slam
El usuario, estando tanto él como su oponente en el esquinero, agarra al rival y salta describiendo un arco hacia atrás, volteando su cuerpo para aterrizar de cara al suelo mientras su oponente, arrastrado por él, impacta contra la lona de espaldas. Esta técnica es esencialmente un superplex con el usuario siguiendo el salto, y pueden encontrarse muchas variantes de esta técnica combinadas con algún tipo de suplex.

#### Standing moonsault side slam

Ejecución de un standing moonsault side slam.

En este movimiento, llamado popularmente C-4, el luchador se sitúa hombro con hombro con el oponente y rodea su pecho con el brazo; entonces, levantándolo por un procedimiento similar al del exploder suplex, el usuario salta volteando 180° su cuerpo atrás, llevando tras de sí al oponente para que su espalda impacte contra la lona. Este movimiento fue usado un tiempo por el luchador John Morrison.

### Olympic slam
También conocido como Angle Slam, en este movimiento el luchador se halla al lado del oponente y agarra una de sus muñecas, poniendo la cabeza bajo el brazo apresado y cogiendo su pierna más cercana. Entonces levanta al oponente de lado sobre sus hombros, y al mismo tiempo gira 90° y cae sobre su espalda, haciendo chocar al oponente contra el suelo. Este movimiento también puede ser realizado delante del oponente.

### Super plancha
El atacante introduce un brazo entre las piernas del oponente y otro sobre un hombro, llegando a la espalda con ambos, y lo alza haciéndole girar 180° hasta que su cabeza apunte hacia el suelo en posición ligeramente oblicua; entonces, el usuario suelta los agarres de los brazos inclinándose adelante para dejar caer al oponente de espaldas a la lona. 
Esta técnica es extremadamente popular, y es usada por prácticamente todos los luchadores.

#### Snap scoop powerslam
En esta variación del anterior el luchador, de lado a un oponente cargando contra él, mete un brazo entre sus piernas y otro sobre un hombro y lo levanta, dejándose caer de frente para llevarlo contra la lona, en un movimiento fluido. Este movimiento usa el propio impulso del oponente, lo que le añade más potencia, por lo que no es raro verlo usar como movimiento final.

### Side slam

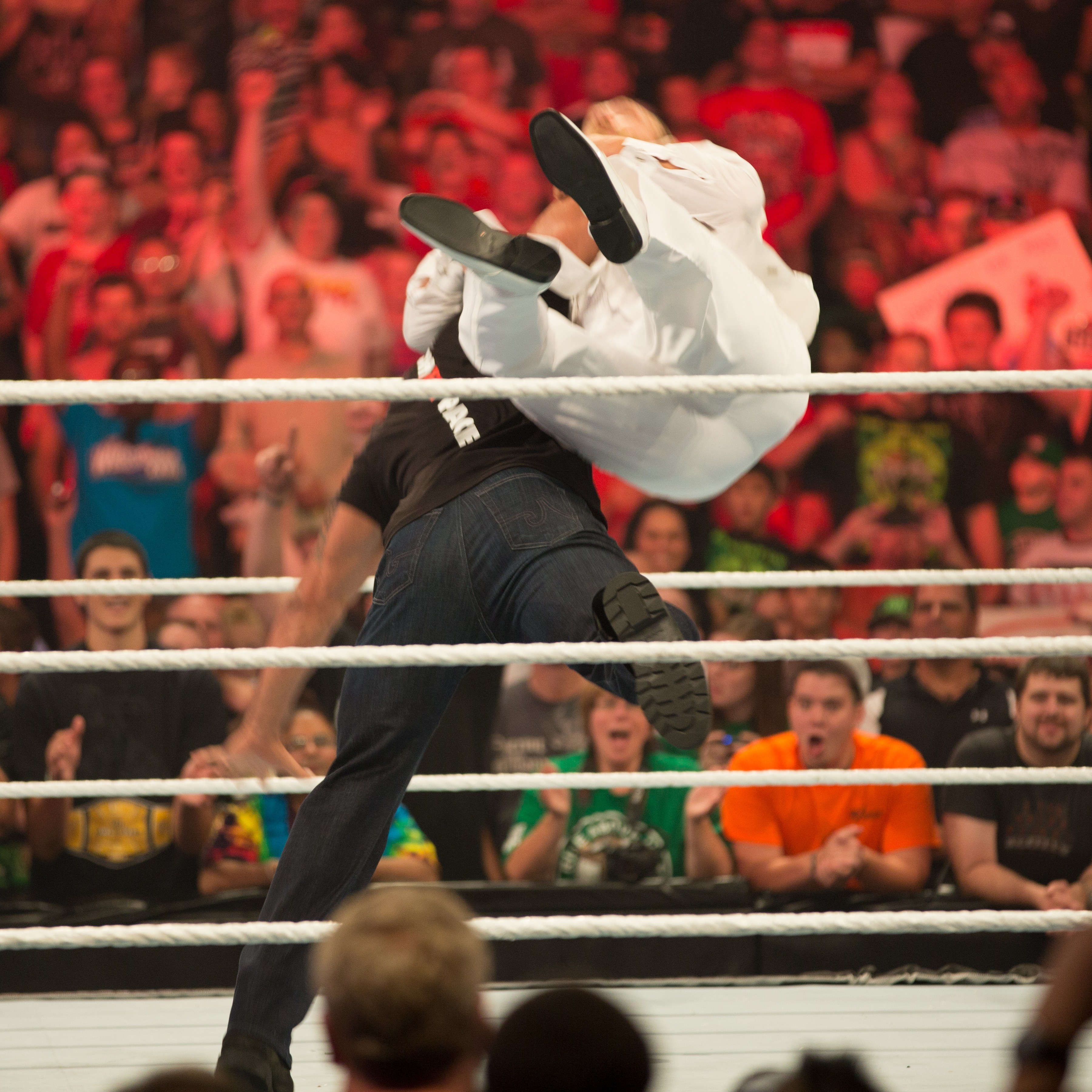
The Rock aplicando el Rock Bottom (side slam) sobre Daniel Bryan.

El luchador se encuentra lado a lado y ligeramente detrás de la víctima, mirando en la misma dirección, y rodea el torso del rival con el brazo más cercano a él y sitúa el otro bajo las piernas del oponente. Entonces el luchador lo levanta con ambas presas y cae en una posición sentada para impactar la espalda del oponente contra el suelo. El nombre "sidewalk slam" es a veces usado incorrectamente para designar un one-armed, spinning side o swinging side slam.
Hasta ahora lo ocupa Dwayne Johnson como Rock Bottom.

### Sidewalk slam
El luchador toma al rival por la espalda mirando en la misma dirección para después impactarlo contra la lona. Este movimientos es visto en Kane, The Big Show y Kevin Nash.

#### Back suplex side slam
También llamado belly to back suplex lift twisted and dropped into a side slam o simplemente elevated side slam. En esta técnica el luchador está detrás del oponente, pone su cabeza debajo de una axila del rival y lo alza sobre su hombro, lo empuja arriba y transiciona la técnica en un side slam haciendo caer al oponente contra el suelo.

#### One-armed side slam
Este movimiento similar a un STO consiste en que el luchador atacante atrapa al oponente cuando está cargando contra él con un brazo bajo los del oponente y cae de rodillas, todo en un movimiento fluido. Una versión standing de este movimiento es posible.

#### Swinging side slam
También conocido como wind-up slam, el movimiento consiste en que el luchador atacante introduce un brazo entre las piernas del rival y el otro sobre un hombro para alcanzar con ambos la espalda. A continuación lo levanta hasta la posición horizontal respecto al suelo, y comienza a girar en círculo mientras balancea la mitad inferior del cuerpo del oponente hasta situar un brazo rodeando el pecho del oponente, y cae adelante golpeando su espalda contra la lona.
Variaciones de este movimiento pueden ser mientras el luchador levanta al oponente por encima de un hombro y lanzándolo desde esa posición, mientras que en otra variación el luchador cuelga al oponente de sus hombros y tira de sus piernas hasta que la víctima cae contra el suelo.

#### Spinning side slam
También llamado scrapbuster slam, en este movimiento el luchador atacante se encuentra a un lado del oponente mirando en dirección opuesta, y rodea el pecho del adversario con un brazo bajo los suyos. El usuario levanta al oponente mientras lo gira 180° en dirección contraria (atrás), y luego cae sobre su pecho impactando la espalda del otro contra el suelo.
En otra versión de este movimiento, realizada en un oponente cargando contra el usuario, este usa el propio impulso del oponente para girarlo hacia atrás, ocasionando que a veces el luchador gira alrededor del usuario casi 360° antes de cae contra la lona.
Este movimiento lo usa el luchador de TNA Abyss lanzando al oponente contra las cuerdas y aplica un Spinning side slam que lo llama Back hole slam de 180, 270 y 360 grados.

#### Ura-nage
Esta técnica es también conocida como sambo suplex o side suplex. El luchador se sitúa al lado del oponente, rodea con un brazo su abdomen y pasa el otro entre sus piernas para levantarlo; desde esa posición, el usuario alza al rival y se deja caer sentado atrás mientras lanza al oponente por encima de su cabeza, haciéndole caer de espaldas a la lona al lado de él.
El nombre "ura nage" es normalmente usado incorrectamente para referirse a un side slam normal, y aunque el nombre, de hecho, viene de un movimiento de judo, este en realidad se asemeja más a un Saito suplex que a un "ura-nage" de lucha libre profesional.

#### Vertical suplex side slam
En esta variación de elevated side slam, también llamada vertical suplex lift dropped into a side slam, el luchador mete la cabeza del oponente bajo su brazo y pasa el brazo del rival sobre su cabeza; entonces usa el brazo libre para levantar el abdomen del oponente hasta mantenerlo con la espalda recta en el aire, como en un vertical suplex. Entonces el luchador cambia de posición el brazo, y cuando la víctima comienza a caer es colocada en una posición de side slam.

#### Tilt-a-whirl mat slam
El luchador agarra lateralmente el abdomen de un luchador que pasa por su lado, de forma similar a un sidewalk slam, pero lo sigue girando arriba para situarlo con su estómago sobre el hombro más lejano del usuario; entonces, este tira de su cabeza y empuja sus piernas mientras cae sentado como en un sidewalk slam normal.

### Vertical suplex powerslam
Conocido como Jackhammer o Power-Plex, el luchador mete la cabeza del oponente bajo su brazo y pasa el brazo del rival sobre su cabeza; entonces usa el brazo libre para levantar el abdomen del oponente hasta mantenerlo con la espalda recta en el aire, como en un vertical suplex estándar. Cuando el oponente comienza a caer el luchador atacante lo gira para caer boca abajo sobre el pecho del oponente en una posición de pinfall. Este movimiento fue innovada en Japón por Jaguar Yokota. Pero este movimiento es más conocido porque es el movimiento final de Goldberg.